# Тюркски праезик
Тюркският праезик (също пратюркски, прототюркски) е общият предшественик на езиците от тюркското езиково семейство. Не е засвидетелстван писмено, но е реконструиран частично с помощта на сравнително-историческия метод.
Най-старите писмени паметници на тюркски език (Орхонски надписи, 7 век) носят всички признаци на източните тюркски езици (огузки, кипчакски, карлукски и сибирски) и затова реконструирането на праезика трябва да се основава върху данни от западните тюркски езици (чувашки език) и ранни заемки от прабългарския език в унгарски и старобългарски език.